# 도쿄예술극장

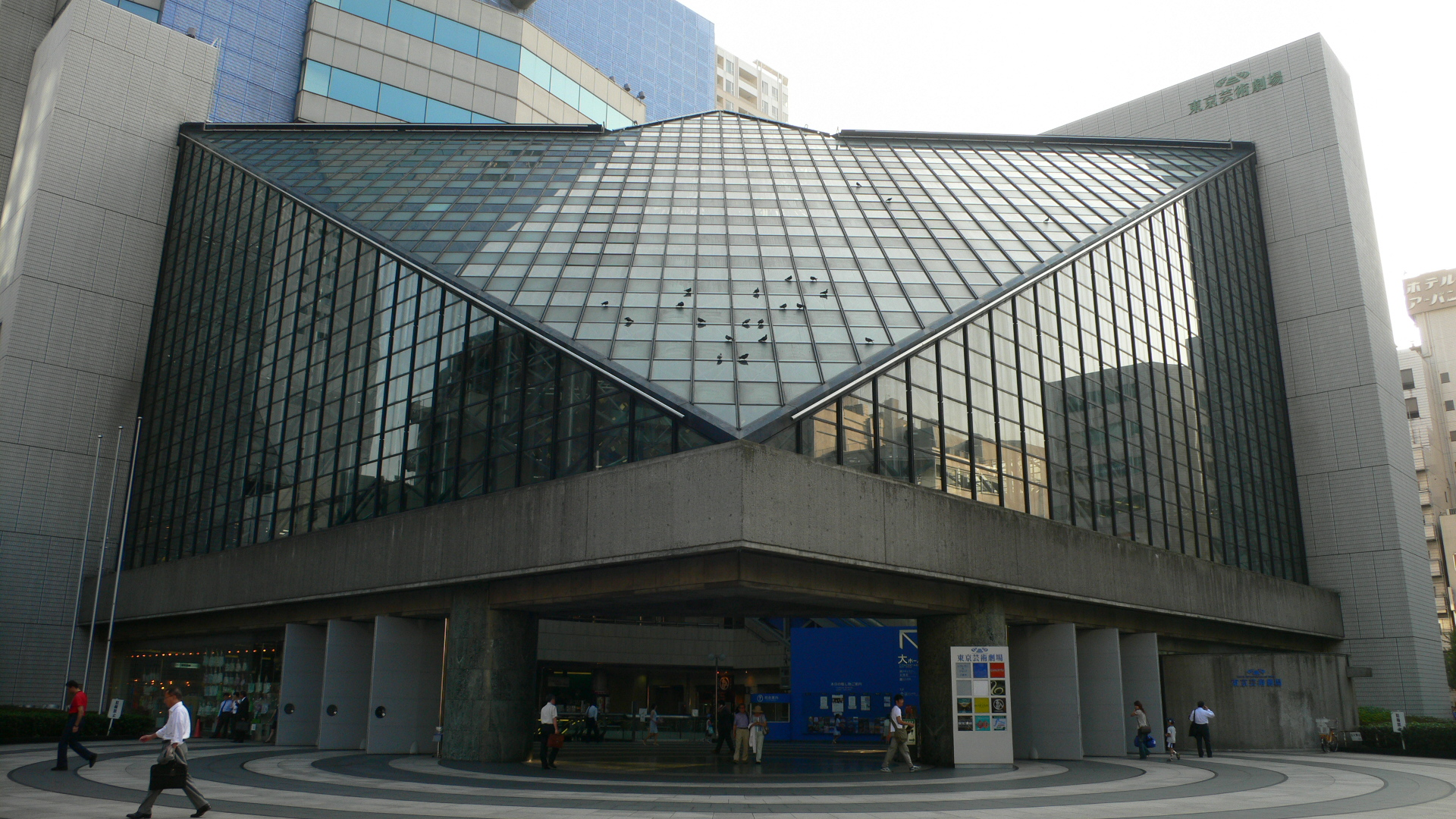
도쿄예술극장

도쿄예술극장(일본어: 東京芸術劇場)은 일본 도쿄도 도시마구 니시이케부쿠로에 있는 종합 예술 시설이다. 1990년에 개관했으며 도쿄도 역사문화재단에서 운영하고 있다. 1999석 규모의 콘서트홀과 834석 규모의 극장이 있으며 여러 개의 작은 공간도 있다. 아시하라 요시노부가 건축했으며, 나가타 음향설계가 음향 설계를 담당했다.